# أحمد علي جبر
أحمد علي جبر العلياوي، من مواليد 2 أغسطس 1982 في بغداد في العراق، لاعب كرة قدم عراقي سابق.
بدأ مسيرته الكروية مع نادي الزوراء في عام 1999، ولعب معهم حتى عام 2004، وفي عام 2004 انتقل إلى نادي صنعت نفط عبادان الإيراني، ومنذ عام 2004 وهو يلعب مع نادي الزوراء العراقي.
و قد بدأ باللعب مع منتخب العراق لكرة القدم في عام 2003، وقد كان مع الفريق الفائز في كأس آسيا 2007.

## الروابط الخارجية
- أحمد علي جابر على موقع الاتحاد الدولي (مؤرشف)  (الإنجليزية)
- أحمد علي جابر على موقع قاعدة بيانات كرة القدم.إي يو (الإنجليزية)
- أحمد علي جابر على موقع قاعدة بيانات كرة القدم.إي يو (الإنجليزية)
- أحمد علي جابر على موقع ناشيونال فوتبول تيمز (الإنجليزية)